# Viktor Boháč
Viktor Boháč (16. října 1904 Nymburk – 12. července 1984 Nymburk) byl český odbojář a národněsocialistický politik. V roce 2015 byl Ústavem pro studium totalitních režimů in memoriam vyznamenán Cenou Václava Bendy.

## Rodina
Jeho otec byl prvním starostou Nymburka po rozpadu Rakouska-Uherska, který věnoval celý svůj život rozkvětu tohoto města. V nymburské kronice je zaznamenáno, že v den jeho pohřbu 23. srpna 1928 byly v pravé poledne rozsvíceny všechny pouliční lampy a tyto byly zahaleny smutečními rouchy. Této pocty se nedostalo nikomu před ním ani po něm.
S manželkou Boženou (1904–2002) měl syny Viktora a Ivana a dceru Boženu, provdanou Havelkovou.

## Životopis
Viktor Boháč se stal v roce 1936 nejmladším ředitelem lázní v Československu a to ve Velichovkách. Od roku 1940 krátce působil jako ředitel sanatoria v Dobříši, než jej zabrala německá armáda k léčebným účelům svých vojáků.
Viktor Boháč byl členem národně-socialistické strany. Stal se vůdčí osobností odboje na Nymbursku, Poděbradsku a Městecku. Zastával funkci předsedy ilegálního Revolučního okresního národního výboru v Nymburce a po 2. světové válce byl poslancem a členem rady Zemského národního výboru. V roce 1950 byl odsouzen ve vykonstruovaném procesu k 12 letům trestu odnětí svobody. Po propuštění v roce 1960 pracoval v dělnických profesích. V roce 1991 byl posmrtně rehabilitován. Obdržel řadu vyznamenání.
Mluvil plynně 7 jazyky.
Česká lékařka MUDr. Eliška Vozábová v článku, publikovaném v novinách Deník dne 5. února 2010 vzpomínala na hrdinství Viktora Boháče. Jejího příbuzného, Václava Vozába zatkla v květnu 1945 sovětské kontrarozvědka NKVD, která jej transportovala do sibiřského gulagu. Viktor Boháč stíhal tento vlak, v Ostravě jej dostihl a zde vystupoval tak sebevědomě, že dokázal Vozába vyreklamovat z tohoto střeženého vlaku, plném budoucích vězňů sibiřských gulagů.
Ještě během věznění se zúčastnil vědomostní soutěže Světa socialismu, pozdějšího Světa v obrazech, o Sovětském Svazu. Několik let před amnestií tuhý vězeňský řád trochu polevil a vězni si vytvořili tajnou vězeňskou akademii, kde tajně přednášeli špičkoví odborníci. Přímo nabyt vědomostmi, v této divácky velice sledované a náročné soutěži zvítězil. Jméno vítěze bylo oznámeno v hromadných sdělovacích prostředcích a byl chválen oficiálním tiskem pro své obrovské znalosti historie a současnosti SSSR.
Porota teprve v tu chvíli zjistila, že vyhrál čerstvě amnestovaný bývalý vězeň, odsouzený za protisocialistické a protisovětské postoje a navíc člověk, který jako nespolehlivý pro tehdejší zřízení nesměl opustit republiku a tedy ani vlastnit pas. Po soutěži získal pas a také hlavní výhru - týdenní pobyt v Sovětském Svazu. V SSSR se zúčastnil řady setkání, kde k překvapení všech Rusů odpovídal dokonalou ruštinou na položené otázky a oni soudíc podle bezchybného přízvuku nechtěli věřit, že není rodilým Rusem ale Čechem. Kdyby jen soudruzi věděli, že tak dobře rusky se naučil ve vězeňské akademii od vězněných Rusů.

## Dílo
V roce 2003 byla vydána ve spolupráci nakladatelství Nanebemletí a Vega-L kniha vzpomínek Viktora Boháče Boj odbojové skupiny R3 za svobodu: Nymbursko-Poděbradsko-Královéměstecko.

## Ocenění
V roce 2015 mu byla udělena Cena Václava Bendy (in memoriam).